# Xenotim
Xenotim, tidigare även kallat ytterspat på grund av dess förekomst i Ytterby, är ett mineral, som består av fosfor, syre och yttrium. Lantanoiderna cerium och erbium kan ingå, såväl som små mängder uran och torium.

## Egenskaper
Mineralet är ett fosfat av sällsynta jordartsmetaller, som bildar en fast lösning med chernovit-(Y) och som därför innehålla spår av föroreningar av arsenik, kiseldioxid och kalcium.
Xenotim kan vara radioaktivt på grund av föroreningar av uran och torium.
Mineralets lyster är glas- till hartsartat. Lysern kombinerad med mineralets kristallsystem medför en förväxlingsrisk med zirkon.

## Förekomst
Xenotim förekommer främst i granit och pegmatit och andra vulkaniska bergarter, samt i kvarts- och glimmerrika gnejser. 
I Sverige förekommer xenotim i Ytterby gruva och i Routevare. Xenotim förekommer på enstaka platser i Norge, exempelvis i Arendal och på ön Hidra i Flekkefjord. Andra länder där mineralet förekommer är bland annat Brasilien, Madagaskar och USA.

## Användning
Xenotim används främst som råvara för utvinning av yttrium och tunga lantanidmetaller somdysprosium, ytterbium, erbium och gadolinium). I vissa fall kan även kristaller av xenotim slipas till ädelstenar.